# Estados Unidos nos Jogos Olímpicos de Verão de 1984
Os Estados Unidos sediaram os Jogos Olímpicos de Verão de 1984 em Los Angeles, Califórnia. Foi a primeira Olimpíada que os Estados Unidos participaram depois do boicote nos Jogos Olímpicos de Verão de 1980. Ficaram em 1º lugar no ranking geral, com 38 medalhas de ouro.